# Centipeda elatinoides
Centipeda elatinoides là một loài thực vật có hoa trong họ Cúc. Loài này được (Less.) Benth. & Hook.f. ex O.Hoffm. mô tả khoa học đầu tiên năm 1892.